# Bay View Gardens, Illinois
Bay View Gardens là một làng thuộc quận Woodford, tiểu bang Illinois, Hoa Kỳ. Năm 2010, dân số của làng này là 378 người.

## Dân số
Dân số qua các năm:
- Năm 2000: 366 người.
- Năm 2010: 378 người.